# Giovanni Antonio Boltraffio

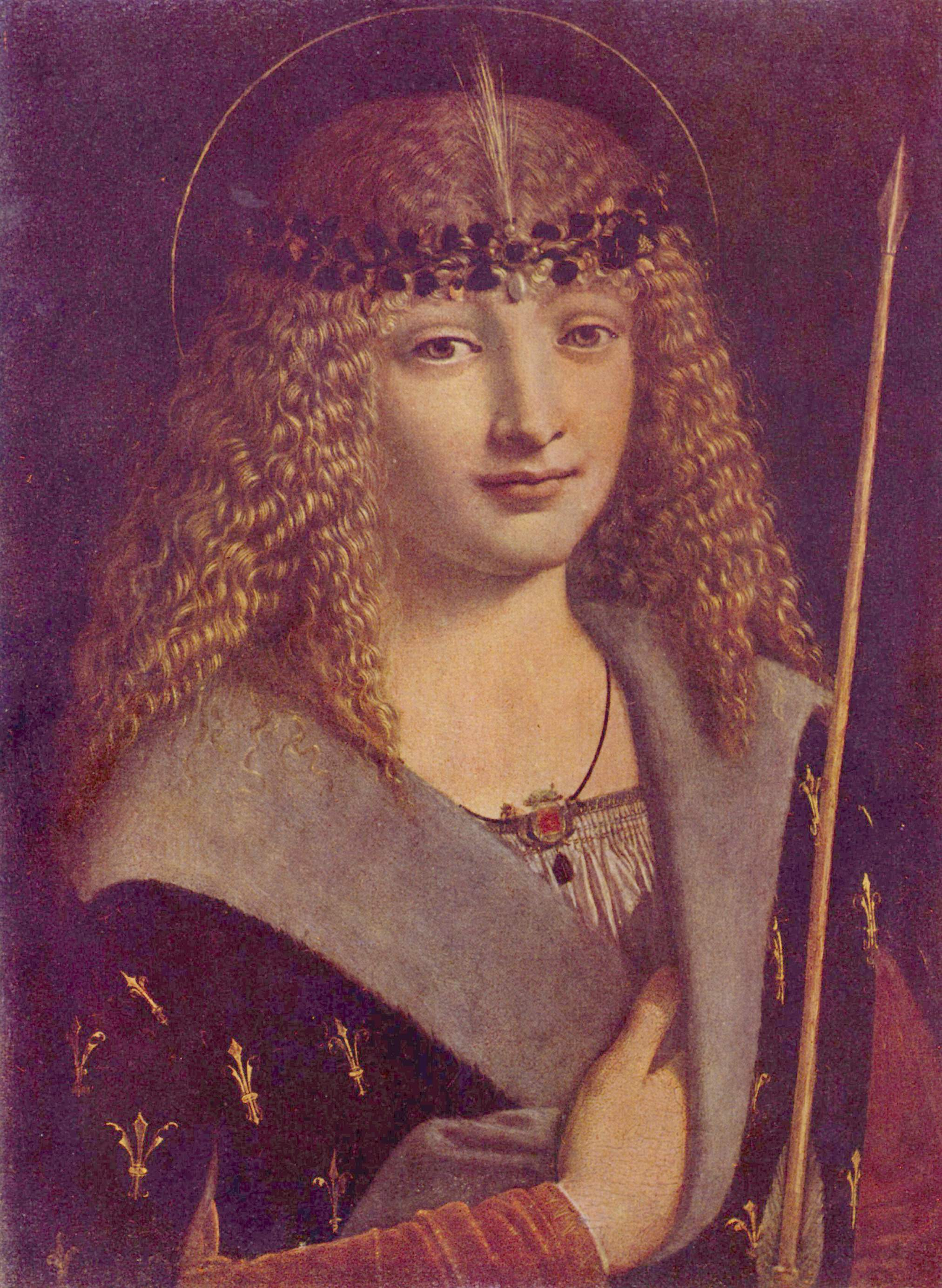
Jüngling mit Pfeil, um 1500

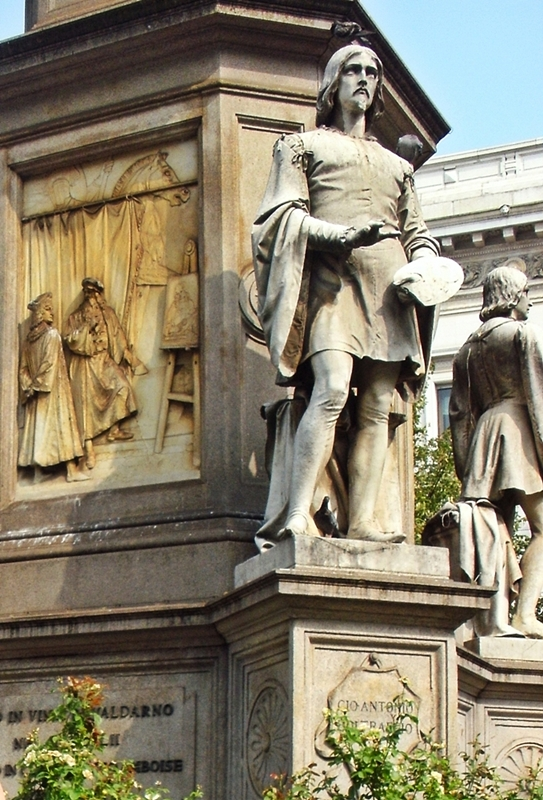
Pietro Magni: Giovanni Boltraffio auf der Piazza della Scala in Mailand (1872)

Giovanni Antonio Boltraffio (* 1467 in Mailand; † 1516 ebenda; gelegentlich auch Giovanni Beltraffio) war ein italienischer Maler von adliger Herkunft.

## Leben
Boltraffio war ein Schüler von Leonardo da Vinci, dessen Mailänder Werkstatt er sich 1491 anschloss. Als Leonardo die Stadt verließ, ging auch Boltraffio fort. Später arbeitete er in Bologna, wo er 1500 eines seiner Meisterwerke, „Casio Madonna“, schuf. 1514 arbeitete er in Rom. Boltraffio entwickelte einen eigenen Stil, der sich freilich stark an dem seines Meisters anlehnte. Technisch perfekt, hinterließ er viele schöne Gemälde und Zeichnungen, die einen verfeinerten Geschmack verraten – sowie von großer Ausstrahlung und lebendiger Charakteristik.
Im Alter von 49 Jahren starb Giovanni Antonio Boltraffio 1516 in Mailand und fand seine letzte Ruhestätte auf dem Friedhof der Kirche San Paolo in Comito. Das monumentale Denkmal des Leonardo da Vinci auf der Piazza della Scala in Mailand zeigt Giovanni Boltraffio, gemeinsam mit drei weiteren Künstlern aus der Schule des Leonardo (Marco d’Oggiono, Cesare da Sesto und Andrea Salaino).

## Werke (Auswahl)
- Madonna mit dem Kind (Mailand, Museo Poldi Pezzoli).
- Madonna mit dem Kind (Budapest, Szépművészeti Múzeum).
- Auferstehung mit Hl. Lucia und Leonhard – Pala Griffi  (1491–94, Berlin, Gemäldegalerie, in Zusammenarbeit mit Marco d’Oggiono).
- Jüngling mit Pfeil (Moskau, Puschkin-Museum).
- Jüngling mit Pfeil (San Diego, Timken Museum).
- Jünglingsporträt (Washington, National Gallery).
- Pala Casio (um 1500, Paris, Louvre).
- Die heilige Barbara (um 1502, Berlin, Gemäldegalerie).
- Porträt eines Edelmannes (Bern, Kunstmuseum).
- Pala di Lodi (um 1508, Budapest, Szépművészeti Múzeum).
- Madonna mit dem Kind (Bergamo, Pinacoteca Carrara).
- Madonna mit dem Kind (London, National Gallery).

## Umstrittene Werke (Auswahl)
- Madonna Litta (Sankt Petersburg, Eremitage), evtl. in Zusammenarbeit mit Marco d’Oggiono.
- Heilige Familie (Prag, Nationalgalerie), eine Rötel-Vorstudie für dieses Bild in der königlichen Sammlung Windsor dürfte von Cesare da Sesto sein. Das Ölbild könnte auch in einer Zusammenarbeit oder als eine von mehreren (heute verlorenen) Varianten unterschiedlicher Urheber entstanden sein.
- Madonna mit dem Kind und Stifter (Rom, Museo del Tasso in Sant’Onofrio).
- Madonna mit Kind (Berlin, Gemäldegalerie). Das Gemälde wurde 1872 in Florenz von Wilhelm von Bode erworben, noch 1931 im Katalog als Boltraffio geführt und blieb seit 1945 nach seiner Einlagerung im Flakbunker Friedrichshain verschollen. Im Februar 2012 wurde es aus amerikanischem Privatbesitz per Schenkung durch die Stiftung Preußischer Kulturbesitz zurückerworben. Das Werk wird seither als „anonymer Meister der lombardischen Schule“ geführt.[1]
- Nach Ansicht von Carmen Bambach, Kuratorin am Metropolitan Museum of Art, ist das Leonardo da Vinci zugeschriebene Gemälde Salvator Mundi, dessen Provenienz ungesichert und die Urheberschaft unter Kunsthistorikern umstritten ist, ein Werk Boltraffios, mit einigen kleinen Retuschen von der Hand Leonardos.[2]